# リゴレット
『リゴレット』（原語曲名：Rigoletto）は、ジュゼッペ・ヴェルディが作曲した全3幕からなるオペラである。1851年、ヴェネツィア・フェニーチェ座で初演された。ヴェルディ中期の傑作とされる。

## 作曲の経緯
ヴェルディはヴェネツィアのフェニーチェ座のために新作オペラを作曲するという契約を1850年4月に同劇場と結んだ。初演は翌年1851年のカーニヴァルの時季とされたので、残された期日はほぼ10か月。当時の一般的なオペラ作曲システムに従い、彼のパートナーとなるのは依頼主フェニーチェ座の座付台本作家フランチェスコ・マリア・ピアーヴェである。
当初、ヴェルディもピアーヴェも新作の題材に関して特定の目論見があったわけではなく、大デュマの『キーン』Kean（1836年）なども候補として真剣に検討がなされたようだが、同月28日のヴェルディ発ピアーヴェ宛の書簡で、彼は初めてヴィクトル・ユーゴー作『王は愉しむ』Le Roi s'amuseに言及し、ピアーヴェに即座に戯曲を入手し、同時に市当局の有力者にオペラ化に問題がないかどうか打診するように指令している。ヴェルディは、同戯曲の主人公である道化師トリブレ(Triboulet)を「全ての劇場、全ての時代が望みうる最高の登場人物」とまで高く評価していた。
ヴェルディが『王は愉しむ』に問題がないかどうかの感触を探れ、とピアーヴェに命令したのには理由があった。この戯曲は1832年11月22日、パリのフランセ座で初演されたのだが、好悪の評が渦巻く中、早くも翌日には上演禁止となった。フランス国王・フランソワ1世の尽くした享楽と、それに対する貴族サン＝ヴァリエの呪い、そしてその呪いは不具で毒舌の道化師トリブレとその娘に降りかかる、という内容は7月王政下のフランスにとってあまりに衝撃的過ぎたのだった（パリでの再演は1882年になりようやく可能となる）。当時フランスでは出版の自由は保障されていたからユーゴーのこの戯曲も（上演禁止の経緯と、それに対する抗議文を「前文」として挿入して）出版はなされ、オーストリア帝国統治下のヴェネツィアでもそれは入手可能だったが、現段階で上演禁止リストに載っている戯曲がオペラにできるだろうか、とのヴェルディの懸念はもっともなものだった。
この段階ではピアーヴェは有力者の誰かから何らかの好感触を得たものとみえ、1850年6月には2人は戯曲をどのようにオペラ化していくかの相談を行っている。ヴェルディの希望はユーゴーの原作にできるだけ忠実に従うというもので、ピアーヴェはその通りに作業を進めている。ただし彼らも『王は愉しむ』という刺激的な題名は許可されないだろうと考えていたようで、タイトルは『サン＝ヴァリエの呪い』La Maledizione di Saint-Vallierあるいはもっと単純に『呪い』が有力候補となり、主人公の道化師は原作でのトリブレのイタリア語トゥリボレット(Triboletto)となっていた。
ところが8月になり、ちょうどヴェルディがピアーヴェをブッセートの自宅に招いて集中作業を行っている頃に前途に暗雲が垂れ込めてきた。フェニーチェ座の支配人マルザーリが、『呪い』に関する懸念を知らせてきたのだ。この時ヴェルディはピアーヴェをすぐにヴェネツィアに返し、政治工作を続けるよう指示している。11月にはいよいよ市の公安当局が、台本のコピーを提出すべし、との公式要請を行ってきた。10月にほぼ完成していた台本のコピーはすぐに当局に送付されたが、上演許可証は発行されなかった。それどころか12月にはヴェネツィア総督は公式の上演禁止通達を発行、『呪い』のこのままの形での上演の可能性は完全に潰えた。
ピアーヴェは、国王フランソワ1世をその時代の単なる一貴族に変更する、トゥリボレットを不具者としない、などいくつかの改変を施した別稿『ヴァンドーム公爵』Il Duca di Vendomeを作成、それがヴェネツィアの検閲当局を満足させることを確認の上ブッセートのヴェルディに送付した。しかし今度はヴェルディが納得しなかった。彼は、好色な君主が放恣の限りを尽くすこと、道化師に醜悪な外見と誇り高い内面の二面性があること、に価値を見出していたからである。ヴェルディの返答を受けて、ピアーヴェ、マルザーリらは改めて精力的に当局と折衝し、「物語の場所と時代を変更すること」を唯一の許可条件とするまでの譲歩を引き出した。
このようにして、1850年12月30日、ヴェルディ、ピアーヴェとフェニーチェ座は「改変についての覚書」に署名した。その内容は以下の6項目である；
1. 物語の設定は、王政下のフランスでなく、独立領主支配下のブルゴーニュあるいはノルマンディー、さもなければイタリアの適切な独立領主の小国とすること
2. ユーゴー原作『王は愉しむ』の主要登場人物の外見と性格は維持されるが、名前は変更する
3. 貞操を守ろうと部屋に逃げ込んだ娘ブランシュを追うフランソワ王が、部屋の合鍵をポケットから取り出して笑う、という場面は削除する
4. 王（ないしは、1で改変された場所次第では領主）は、娼婦の誘いに応じて居酒屋に入るのではなく、おびき出されるとする
5. 殺し屋から袋詰め死体を受け取る場面はそのまま用いてよろしい
6. これらの改変に日時を要することを考慮して、作品初演は1851年2月28日以降に延期する

ヴェルディはこの覚書の条件に従って必要な改変を進めた。作曲がかなり進捗していたこともあり、主人公トゥリボレットは、それとよく似た語感のリゴレット(Rigoletto)に変更された（この名前の初出は1851年1月14日のヴェルディの書簡である）。
ヴェルディは1851年2月19日、ブッセートの自宅からヴェネツィアに到着、稽古の合間を縫っていくつかのオーケストレーションの仕上げがなされ、3月11日の初演を迎えた。そしてそれは、少なくとも20回の再演を伴う大成功だった。

## 舞台構成
全3幕。演出によっては場所が異なる2場に分かれている第1幕をそれぞれ独立した幕に分け、4幕仕立てで上演される場合もある。アルトゥーロ・トスカニーニなどのライヴ盤で『歌劇「リゴレット」第4幕』などと表記してあるのは、それに由来する表記であり、本来は3幕仕立てのオペラとはいえ間違いとは言い切れない。
- 前奏曲
- 第1幕 
  - 第1場 マントヴァ公爵邸の大広間
  - 第2場 街外れの物寂しい一角
- 第2幕 公爵邸の広間
- 第3幕 ミンチョ河畔

## 編成

### 主な登場人物

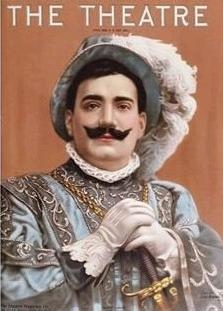
エンリコ・カルーソーが扮するマントヴァ公爵

- マントヴァ公爵（テノール） - Mantovaの綴りは、イタリアの都市マントヴァに同じ。（後述「#備考」欄参照）
- リゴレット - 公爵に仕えるせむしの道化師（バリトン）。Rigolettoは「輪になった踊り」、「群衆の輪」などの意味[1]。
- ジルダ - リゴレットの娘、16歳（ソプラノ）。Gildaの綴りはギルド（Gilda）に同じ。人名としてはHermenegild（女性形：Hermenegila）や[2]、古高ドイツ語 gelt に起源がある[3]。
- スパラフチーレ - ブルゴーニュ生まれの殺し屋（バス）。その名前Sparafucileの意味は、「銃を撃て」（Spara = 動詞「撃つ / 撃て」、fucile = 名詞「銃」）[注 1]。
- マッダレーナ - スパラフチーレの妹（メゾソプラノ / アルト）。Maddalenaは、マグダラのマリアと同じくMagdala（マグダラ）の語形変化。売春婦を装い[4]、兄による公爵殺しの手助けに加わり公爵を罠にはめる[5]。
- チェプラーノ伯爵（バリトン）
- チェプラーノ伯爵夫人（メゾソプラノ）
- モンテローネ伯爵（バス）
- マルッロ、公爵の廷臣（バリトン）
- マッテオ・ボルサ、公爵の廷臣（テノール）
- マントヴァ公爵夫人の小姓（メゾソプラノ）
- 合唱

### 楽器構成
- フルート - 2（うち1つはピッコロ持ち替え）
- オーボエ - 2（うち1つはコーラングレ持ち替え）
- クラリネット - 2
- ファゴット - 2
- ホルン - 4
- トランペット - 3
- トロンボーン - 3
- バス・トロンボーン - 1
- ティンパニ - 1
- 大太鼓 - 1
- 弦五部（12型）
- 舞台上にヴァイオリン（第1および第2）、ヴィオラ、コントラバス
- 舞台裏にバンダ（小編成のブラス群、ピアノ譜のみで自由に編成できる）、大太鼓、鐘2

## あらすじ
時と場所 16世紀、マントヴァ。

### 前奏曲
2分程度の短い曲だが、冒頭の調べは減七の和音と共に執拗に繰り返される。オペラが進行するにつれ、このモティーフはモンテローネ伯爵の呪いを表すことが明らかになってくる。

### 第1幕
第1場、幕が開くと公爵邸の大広間。舞踏会が催され、舞台裏のバンドが賑やかに音楽を奏でている。マントヴァ公爵は最近日曜日の度に教会で見かける美しく若い娘のことが気になっているが、まずはチェプラーノ伯爵夫人を今夜の獲物と定め、次から次へと女性を手玉に取る愉しみを軽快なバッラータ『あれかこれか』Questa o quellaというハムレットのような選択問題にして陽気に歌う。やがて伯爵夫人が現れ、公爵は言葉巧みに口説き落とし別室へと連れて行く。夫人の行方を捜し歩くチェプラーノ伯爵はリゴレットによって笑いものにされる。一方、リゴレットの娘ジルダの存在を嗅ぎ付け、それがせむし男リゴレットの情婦だと勘違いした廷臣たちは噂話を続けている。そこへ老人モンテローネ伯爵が娘の名誉が傷つけられたとして抗議に現れる。リゴレットは彼もまた嘲笑の的にしようとするが、モンテローネは公爵とリゴレットに痛烈な呪いの言葉をかけ、リゴレットは内心恐怖に打ち震える。
第2場、家路へ急ぐリゴレットだが、モンテローネの呪いはその念頭を去らない。殺し屋スパラフチーレが現れ、「美しい妹が相手を誘い出し、自分が刺し殺す。半分は前金で頂き、残金は殺してから」と自分の殺し屋稼業を説明するが、リゴレットは「今は用はない」と彼を立ち去らせる。リゴレットは「俺はこの舌で人を殺し、奴は短剣で殺す」と、モノローグ『二人は同じ』Pari siamoを歌う。帰宅したリゴレットを美しい娘ジルダが迎える。彼女は父親の素性、亡くなったと聞かされている母親はどんな女性だったか、などを矢継ぎ早にリゴレットに尋ねるが、ジルダにだけは世間の醜さを見せたくないと考えるリゴレットは、教会に行く以外は外出するなと厳命して去る。リゴレットと入れ替わりに公爵が現れる。教会で見かけた娘はこのジルダだったのだ。彼は「自分は貧しい学生」と名乗り熱烈な愛情を告白する。初めは驚くジルダだったが、うぶな彼女は百戦錬磨の公爵の術策の前には無力、生まれて初めての恋愛感情に陶然とする。愛情を確かめ合う2重唱の後公爵は去る。独り残るジルダは公爵のこしらえた偽名「グヮルティエル・マルデ」をいとおしみ、アリア『慕わしき御名』Caro nomeを歌う。この時リゴレット宅の周りには廷臣たちが集結していた。彼らはジルダをリゴレットの情婦と思い込んでおり、彼女を誘拐して公爵に献呈すればリゴレットに恰好の復讐になると考えていた。リゴレットもそこに戻ってくるが、廷臣たちは「今からチェプラーノ伯爵夫人を誘拐する」とリゴレットを騙し、言葉巧みにリゴレットに目隠しをしてしまう。彼が目隠しをとったときは既に遅く、ジルダは誘拐されてしまう。リゴレットは、自分にモンテローネの呪いが降りかかった、と恐れおののく。

### 第2幕
ジルダが行方不明になったとの報は公爵にも伝わり、いつもは単に好色な彼も、珍しく殊勝にもその身を案じるアリア『あの娘の涙が見えるようだ』Parmi veder le lagrimeを歌う。しかし廷臣たちが、若い娘を誘拐し、殿下の寝室に待たせております、と自慢話を始めると、それがジルダであると悟り浮き浮きと寝室に去る。入れ替わりにリゴレット登場、道化話で態度を取り繕いながら娘の所在を探し回る。公爵夫人の小姓と廷臣たちの会話を小耳にはさみ、ジルダが公爵と共に寝室にいると確信したリゴレットは、娘の返還を訴える劇的なアリア『悪魔め、鬼め』Cortigiani, vil razza dannataを歌う。ジルダが寝室を飛び出してきてリゴレットと再会する。彼女は、貧しい学生と名乗る男には教会で初めて出会ったこと、裏切られたと知った今でも、彼への愛情は変わらないことを父親に切々と訴える。一方リゴレットは、モンテローネに替わって自分こそが公爵に復讐するのだと天に誓う。

### 第3幕
ミンチョ河畔のいかがわしい居酒屋兼旅荘。中にはスパラフチーレと、騎兵士官の身なりをした公爵、外にはリゴレットとジルダ。公爵に対する未練を捨て切れないジルダに、リゴレットは「では真実を見るのだ」と壁穴から中を覗かせる。公爵は、女はみな気まぐれ、と、有名なカンツォーネ『女は気まぐれ（女心の歌）』La donna è mobileを歌う。スパラフチーレの妹マッダレーナが現れ、公爵の気を惹く。マッダレーナを口説く公爵、色目を遣ってその気にさせるマッダレーナ、外から覗いて嘆き悲しむジルダ、娘の名誉のため改めて復讐を誓うリゴレットの4人が、これも有名な4重唱『美しい愛らしい娘よ』Bella figlia dell'amoreを繰り広げる。リゴレットは娘に、この街を去りヴェローナに向けて出発せよと命令する。
残ったリゴレットはスパラフチーレに、公爵を殺し死体を自分に渡すことを依頼し、前金の金貨10枚を渡し去る。酔った公爵は鼻歌を歌いつつ居酒屋の2階で寝込んでしまう。外は嵐。公爵に惚れたマッダレーナは兄に命だけは助けてやってくれと願う。それは殺し屋の商道徳に反すると反対していた兄も妹の願いに不承不承従い、真夜中の鐘が鳴るまでに他人がこの居酒屋を訪れたら、その者を身代わりに殺すことに決定する。ヴェローナ行きの旅装に身を包んだジルダは公爵を諦め切れず再び登場、2人の会話を聞き、自分がその身代わりとなることを決断する。嵐が一段と激しくなる中、ジルダは遂に意を決して居酒屋のドアを叩き、中に招き入れられる。
嵐が次第に静まる頃リゴレットが戻ってきて、残金と引換えに死体入りの布袋を受け取る。ミンチョ川に投げ入れようとするとき、マッダレーナとの愉しい一夜を終えた公爵が（舞台裏で）あの『女は気まぐれ（女心の歌）』を歌いながら去るのを聞きリゴレットは驚く。慌てて袋を開けるとそこには虫の息のジルダ。彼女は、父の言いつけに背いたことを詫びつつ、愛する男の身代わりになり天に召される幸福を歌って息絶える。残されたリゴレットは「ああ、あの呪いだ！」と叫んで、幕。

## 有名なアリア・重唱等
- 『あれかこれか』Questa o quella、マントヴァ公爵のバッラータ（第1幕第1場）
- 『二人は同じ』Pari siamo、リゴレットのモノローグ（第1幕第2場）
- 2重唱『それは心の太陽』È il sol dell'anima、マントヴァ公爵・ジルダ（第1幕第2場）
- 『慕わしき御名』Caro nome、ジルダのアリア（第1幕第2場）
- 『あの娘の涙が見えるようだ』Parmi veder le lagrime、マントヴァ公爵のシェーナとアリア（第2幕）
- 『悪魔め、鬼め』Cortigiani, vil razza dannata、リゴレットのアリア（第2幕）
- 『女は気まぐれ（女心の歌）』La donna è mobile、マントヴァ公爵のカンツォーネ（第3幕）
- 4重唱『美しい愛らしい娘よ』Bella figlia dell'amore、マントヴァ公爵・マッダレーナ・リゴレット・ジルダ（第3幕）
  - フランツ・リストはこの4重唱のパラフレーズ作品『リゴレットによる演奏会用パラフレーズ』S.434（リゴレット・パラフレーズ）を作曲した。この4重唱のパラフレーズは他に、ドイツの作曲家ヴィルヘルム・クリューガー（Wilhelm Krüger）が、リストと別の作品を作っている[6]。

### 女は気まぐれ
La donna è mobile
La donna è mobile

Qual piuma al vento,

Muta d'accento - e di pensiero.

Sempre un amabile,

Leggiadro viso,

In pianto o in riso, - è menzognero.

È sempre misero

Chi a lei s'affida,

Chi le confida - mal cauto il core! 

Pur mai non sentesi

Felice appieno

Chi su quel seno - non liba amore!
女は気まぐれ
女は気まぐれ

まるで羽根　風の中の

声色が変わる　そして心も

いつも愛らしい

可憐なお顔

泣いたり笑ったり　嘘で出来てる

いつも哀れだ

女を信じたり

打ち明けたり　不注意不用心！

でも飲み込めない

しあわせいっぱいを

あのお乳の　愛に乾杯せねば！

### 美しい愛らしい娘よ
Bella figlia dell'amore
DUCA a Maddalena:

Bella figlia dell'amore,

Schiavo son dei vezzi tuoi;

Con un detto sol tu puoi

Le mie pene consolar.

Vieni e senti del mio core

Il frequente palpitar.

MADDALENA rispondendo al duca:

Ah! ah! rido ben di core,

Che tai baie costan poco

Quanto valga il vostro gioco,

Mel credete, so apprezzar.

Son avvezza, bel signore,

Ad un simile scherzar.

GILDA a sé stessa:

Ah, così parlar d'amore

A me pur l'infame ho udito!

Infelice cor tradito,

Per angoscia non scoppiar.

RIGOLETTO a Gilda:

Taci, il piangere non vale...

Ch'ei mentiva sei sicura.

Taci, e mia sarà la cura

La vendetta d'affrettar.

Sì, pronta fia, sarà fatale,

Io saprollo fulminar.
美しい愛らしい娘よ
公爵からマッダレーナ：

べっぴんな　愛の乙女

素敵な　貴君の　とりこに

ただ貴君の　たった一言が

僕の落ちこんだ心を癒すんだ

近くへ寄り添い　触れてみよ心へ

胸　震え狂いて　春来た

マッダレーナから公爵への返答：

は！は！　本当可笑しい人ね

からかいは簡単なこと

おいくらかしら　あなたの劣情

心を込めてさ　お礼をしたら

もう慣れたの　色男ね

ありふれた言葉ね

ジルダの独白：

ああ、このように愛に埋もれ

私にも言った　最低な人！

裏切りに　不しあわせよ

平安を失い　胸　張りやるなかれ

リゴレットからジルダ：

黙れ　泣いても仕方がないね・・・

欺瞞男だ　お前に分かるな

黙れ　で、ワシがやることは、

だ、　とっとと　かたき討ちだ

そうだ　用意は　いいな　さだめへ

威力は　電撃的だ

## 備考
- マントヴァ公爵の役名はイタリア語台本でもIl Duca di Mantovaとのみ記されているが、この時代設定からすると、作曲家モンテヴェルディや画家ルーベンスなどの庇護者として知られたヴィンチェンツォ1世・ゴンザーガのはずである。当初はその本名に言及する台本が作成されていたが、最終的には1851年2月24日前後の検閲で単に「マントヴァ公爵」とさせられた。もっとも台本作家ピアーヴェによれば「これは大したことではない。この時代誰がマントヴァを統治していたかは皆知っているのだから」。確かにヴィンチェンツォに金銭的には浪費家の一面はあったが、ヴェネツィア検閲当局によって彼は不当にも好色家・放蕩家の汚名をも着せられることとなった。
- 第3幕の公爵のカンツォーネ『女は気まぐれ（女心の歌）』はヴェルディ自身も自信作と考えていたらしく、その秘匿に努めた。リハーサルへの一般人の出入りや盗み聴きを禁じたとも、初演の公爵役テノール、ラファエッレ・ミラーテに個人レッスンでのみこの曲を教えたとも、あるいはオーケストラ演奏者や共演声楽家には初演の数時間前になって初めて公開したなどとも伝えられ、諸説紛々としている。また、こういった秘匿の努力にもかかわらず初演終演後にはヴェネツィアの街の通行人、ゴンドラの漕ぎ手の大多数がこの歌を口ずさんでいた、ともいう。これらイタリア人にありがちな大げさな逸話の真偽はさておき、『女は気まぐれ（女心の歌）』は現在でもテノール歌手中最も有名なショー・ピースの一つであることは疑いようがない。
- このオペラ中、リサイタルでたびたび演奏されるアリアは上記のように殊欠かないが、その魅力はむしろ次々と紡ぎ出される重唱の数々にあると考えられている。大規模な合唱場面を欠いている点でヴェルディの他作と大きな対照をなしているのも興味深い。ヴェルディ自身は、ジルダのためにもう一曲魅力的なアリアを補作してほしいという要請を断る書簡（1852年）において、作曲者の意図では『リゴレット』は途切れることのない一連の2重唱であるべきで、アリアは仕方なくそこに置かれているに過ぎず、これ以上何も加えようはない、という旨の考えを述べている。
- このオペラでは検閲による変更を余儀なくされた地名、固有名詞などを除けばかなりの程度ヴィクトル・ユーゴーの原作戯曲を忠実にイタリア語化している。それにもかかわらず、ユーゴーには著作権料に相当する金銭の受取が一切なかったため彼は立腹、フランスで訴訟まで提起した（結果は敗訴）。このため同オペラのパリ初演は他の世界諸都市に大きく遅れて1857年1月19日（イタリア座）、世界初演のほぼ6年後であった。
- ヴィクトル・ユーゴー自身、ヴェルディの効果的な重唱の用い方には驚嘆せざるを得なかった。同オペラのパリ初演に観客として（不承不承）招かれたユーゴーは第3幕の4重唱を聴いて「4人に同時に舞台で台詞を言わせて、個々の台詞の意味を観客に理解させるのは芝居では不可能だ」と述べたと伝えられている。

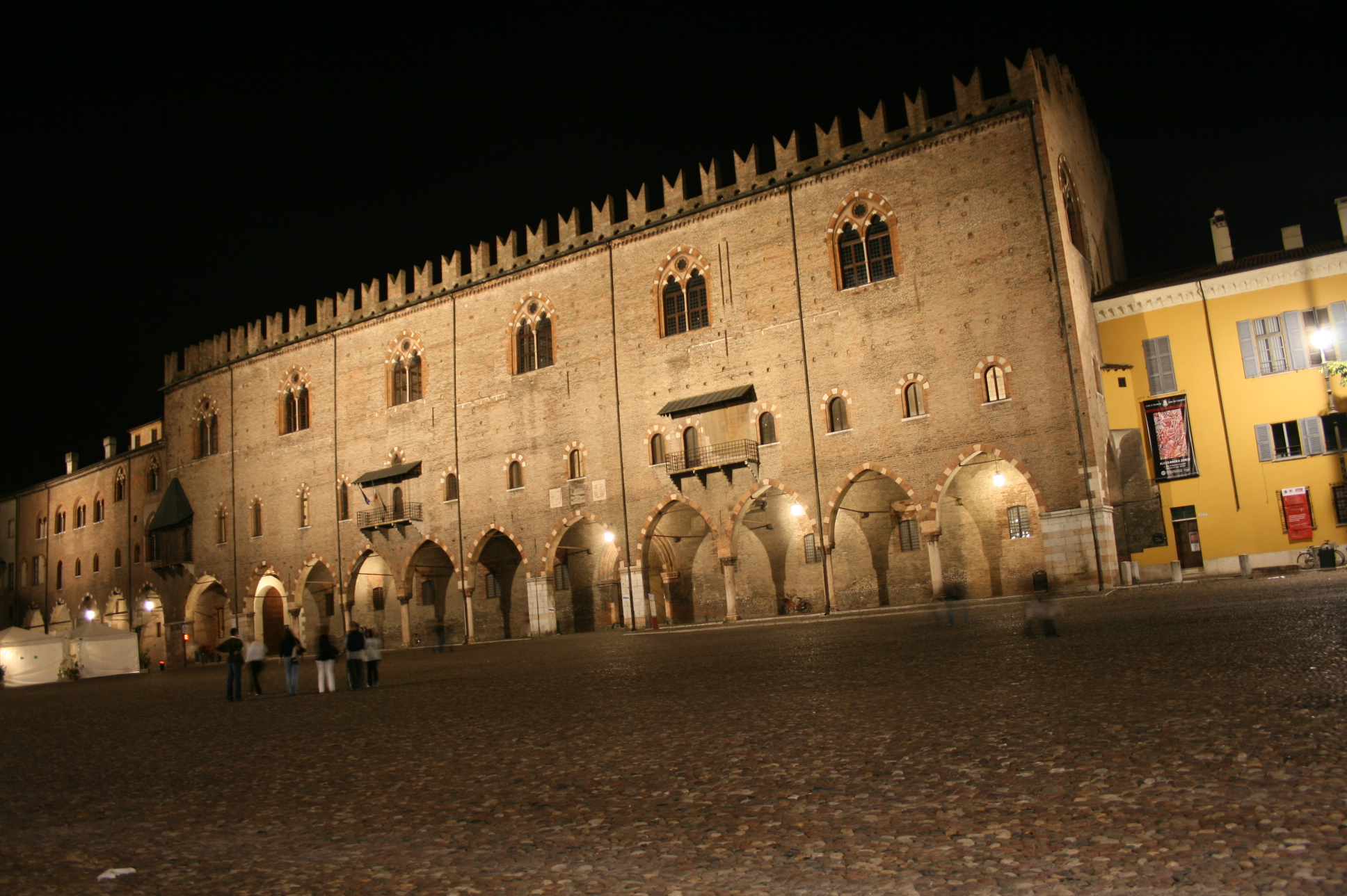
マントヴァ公爵宮殿（Palazzo Ducale di Mantova）。ゴンザーガ宮殿としても知られる。
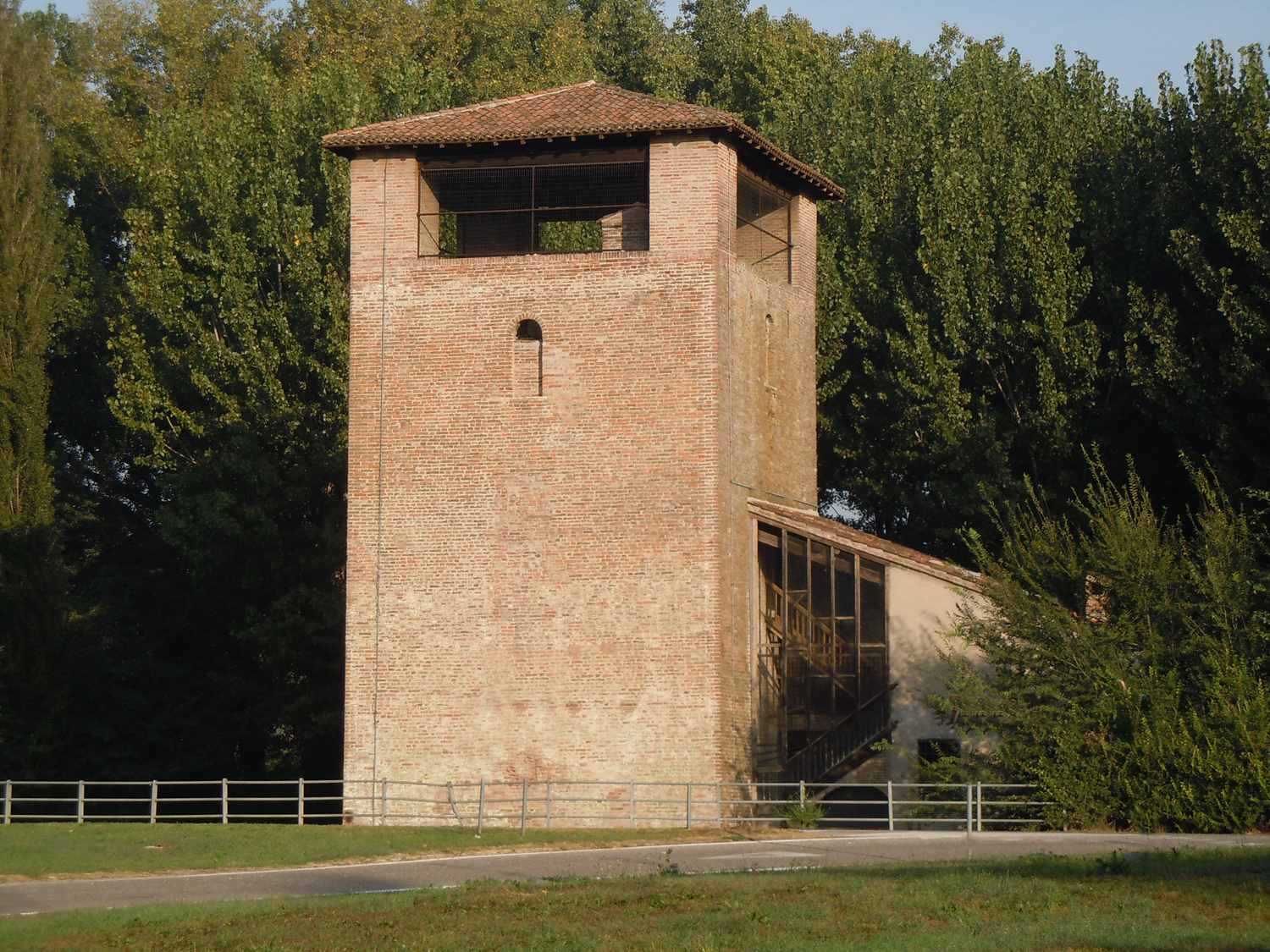
オペラに因み「ロッカ・ディ・スパラフチーレ」（Rocca di Sparafucile）と呼ばれる中世の要塞。
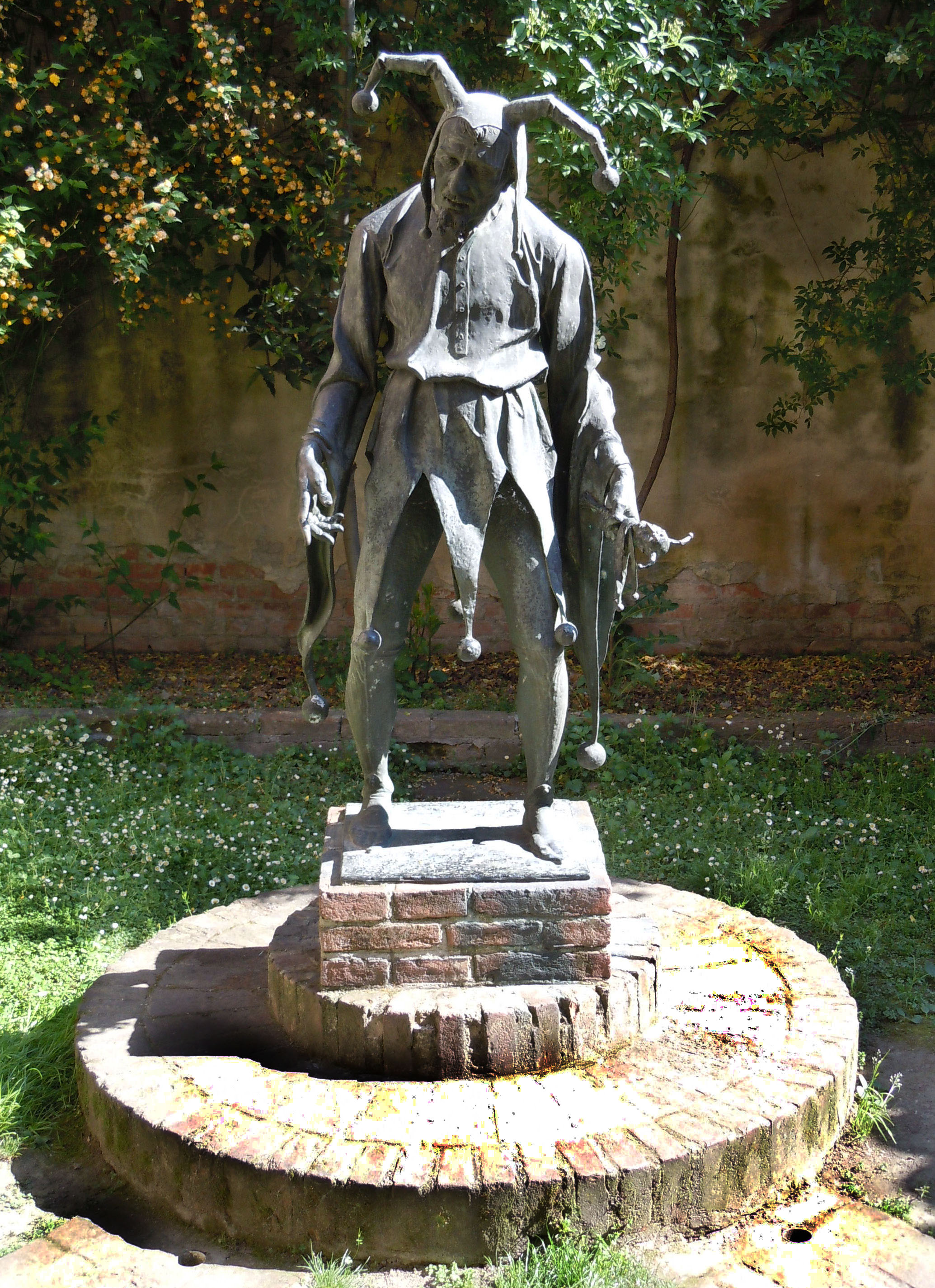
「リゴレットの家」（Casa di Rigoletto）中庭のリゴレット像。建物は中世の建築。